# Daniele Gatti

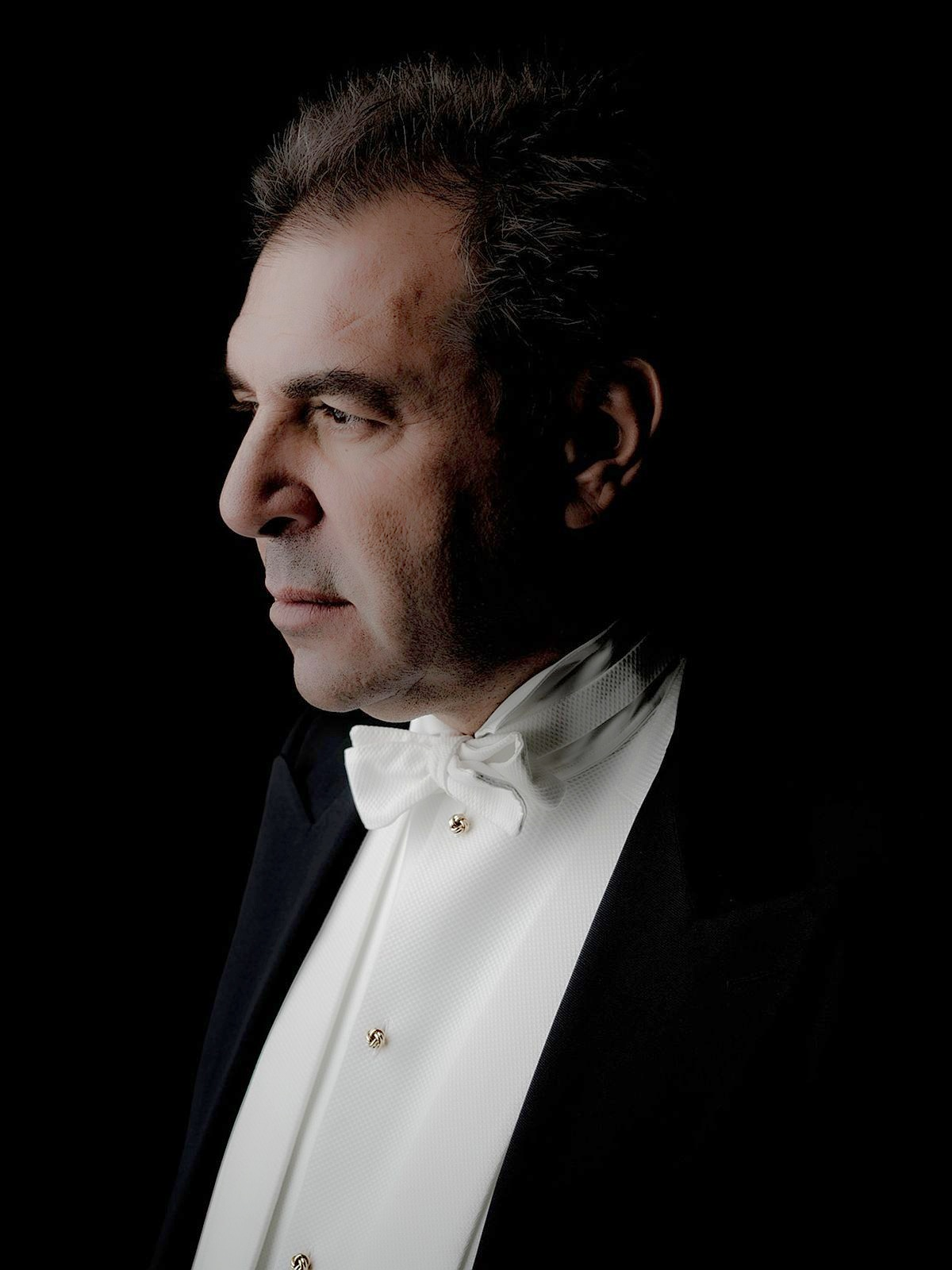
Daniele Gatti (2017)

Daniele Gatti (* 6. November 1961 in Mailand) ist ein italienischer Dirigent.

## Biografisches
Gatti studierte am Conservatorio Giuseppe Verdi in seiner Heimatstadt Klavier und Violine und schloss sein Studium als Magister in den Fächern Komposition und Dirigieren ab.
Im Alter von 27 Jahren debütierte Gatti an der Mailänder Scala. Anschließend dirigierte er am Teatro La Fenice in Venedig, am Teatro Comunale di Bologna, an der Berliner Staatsoper sowie an der Metropolitan Opera (Met) in New York City, wo er 1989 und 1990 auch an der Carnegie Hall als Dirigent des American Symphony Orchestra tätig wurde.
Seinen ersten Posten als Musikdirektor trat Gatti 1992 beim Orchestra dell’Accademia Nazionale di Santa Cecilia in Rom an. Daneben wirkte er ab 1994 als Erster Gastdirigent (Principal Guest Conductor) am Royal Opera House in Covent Garden. Beide Ämter endeten im Jahr 1997.
Gatti dirigierte erstmals 1996 das New York Philharmonic Orchestra. Im selben Jahr begann er seine Tätigkeit als Musikdirektor des in London beheimateten Royal Philharmonic Orchestra (RPO), dessen musikalische Leitung er bis 2009 innehatte. Von 1997 bis 2007 war Gatti außerdem Musikdirektor am Opernhaus von Bologna, beim Orchestra del Teatro Comunale di Bologna.
An der Wiener Staatsoper debütierte Gatti mit Verdis Oper Simon Boccanegra am 14. Oktober 2002. Seither leitete er musikalisch unter anderem Premierenproduktionen von Verdis Otello, von Mussorgskis musikalischem Volksdrama Boris Godunow und von Schönbergs Oper Moses und Aron. Weitere Vorstellungen von Boris Godunow an der Wiener Staatsoper mit ihm folgten 2007.
2008 trat Daniele Gatti die Nachfolge von Kurt Masur als Musikdirektor des im Pariser Théâtre des Champs-Élysées beheimateten Orchestre National de France (ONF) an. Für seine Arbeit beim ONF wurde er bei der Verabschiedung 2016 als Chevalier de la Légion d'Honneur ausgezeichnet.
2008 war Gatti erstmals einer der künstlerisch-musikalischen Leiter bei den Richard-Wagner-Festspielen in Bayreuth, im Juli und August dirigierte er das von Stefan Herheim neuinszenierte Musikdrama Richard Wagners Parsifal.
Von 2009 bis 2012 war Gatti Chefdirigent am Zürcher Opernhaus.
Am 3. Oktober 2014 gab das Concertgebouw-Orchester Amsterdam die Ernennung Daniele Gattis zum Chefdirigenten ab der Saison 2016–2017 bekannt. Er trat die Position am 9. September 2016 an. Am 2. August 2018 gab das Concertgebouw-Orchester bekannt, dass die Zusammenarbeit mit Gatti mit sofortiger Wirkung eingestellt werde. Das Vertrauensverhältnis sei aufgrund unangemessenen Verhaltens gegenüber Musikerinnen des Orchesters irreparabel beschädigt. Im April 2019 erklärten Orchester und Dirigent, dass der Streit beigelegt sei.
Seit 2016 lehrt Daniele Gatti an der Accademia Musicale Chigiana in Siena.
Seit 27. Mai 2016 ist er Artistic Advisor des Mahler Chamber Orchestra.
Vom 1. Januar 2019 bis zum 31. Dezember 2021 war Daniele Gatti musikalischer Direktor des Teatro dell’Opera di Roma und vom 1. März 2022 bis zum 31. Dezember 2024 Chefdirigent der Opera di Firenze.
Am 20. Juni 2022 wurde Daniele Gatti durch die Sächsische Staatskapelle Dresden zu ihrem Chefdirigenten ab der Spielzeit 2024/2025 gewählt. Am 1. August 2024 hat er offiziell sein Amt angetreten.

## Auszeichnungen
- 2004, 2015: Premio Abbiati